# 평활근육종
평활근육종(Leiomyosarcoma)은 악성(암성) 평활근 종양이다. 동일한 조직에서 발생한 양성 종양을 평활근종이라고 한다. 평활근육종은 평활근종에서 발생하는 것으로 생각되지 않지만 일부 평활근종 변종의 분류는 진화하고 있다.
매년 100,000명 중 약 1명이 평활근육종(LMS) 진단을 받는다. 평활근육종은 새로운 사례의 10~20%를 차지하는 보다 일반적인 유형의 연조직 육종 중 하나이다. (뼈의 평활근육종은 더 드문 편이다.) 육종은 드문 편이며 성인 암 발병 사례의 1%에 불과하다. 평활근육종을 예측하는 것은 매우 어려운 편이다. 오랜 기간 동안 휴면 상태를 유지하고 몇 년 후에 재발할 수 있다. 일반적으로 화학 요법이나 방사선에 반응하지 않는 저항성 암이다.